# Cesuras
Cesuras és un antic municipi de la província de la Corunya a Galícia. Pertany al municipi Oza-Cesuras, a la Comarca de Betanzos.
El 2011 s'anuncià la fusió de Cesuras amb el municipi d'Oza dos Ríos, que s'acabà formalitzant el 17 de juliol de 2013, creant el nou municipi Oza-Cesuras.
| 4.989 | 5.572 | 6.408 | 3.740 | 2.463 |
| Fonts: INE i IGE (Els criteris de registre censal variaren i les dades de l'INE i de l'IGE poden no coincidir.) |       |       |       |       |

## Parròquies
Borrifáns (San Pedro) | Bragade (San Mamede) | Carres (San Vicenzo) | Cutián (Santa María) | Dordaño (Santa María) | Figueredo (Santa María) | Filgueira de Barranca (San Pedro) | Filgueira de Traba (San Miguel) | Loureda (Santo Estevo) | Mandaio (San Xiao) | Paderne (Santiago) | Probaos (Santaia) | Trasanquelos (San Salvador)

## Alcaldes que apareixen a les Actes de l'Ajuntament
- Roque Valado Sanjurjo (1878-1879)
- Bernardo Naveira Moar(1880-1881)
- José Bermúdez Brandariz(1882-1885)
- Roque Valado Sanjurjo (1885-1888)
- José Golpe Varela (1889-1891)
- Pedro B. Cruceiro Sánchez (1891-1891)
- José Golpe Varela (1891-1891
- Pedro B. Couceiro Sánchez(1891-1893)
- Domingo Ferreño Moscoso (1893-1893)
- Manuel Vázquez Pedreira (1894-1895)
- Pedro B. Couceiro Sánchez(1895-1895)
- Agustín Sánchez Díaz (1896-1912)
- Manuel Suárez García (1912-1919)
- José Vaamonde Fernández (1919-1922)
- Agustín Sánchez Díaz (1922-1923)
- Francisco Sánchez Suárez (1923-1923)
- Manuel Suárez García (1923-1923
- Raimundo Vaamonde Fernández (1923-1924)
- Vicente Bermúdez Vázquez (1924-1924)
- José Maria Couceiro Seoane (1924-1926)
- Jesús Sánchez Rocha (1926-1930)
- Lino Centoira Pérez (1930-1930)
- Juan Tome Freire (1930-1931)
- José Maria Couceiro Seoane (1931-1936)
- Emilio Manuel Sánchez Rocha (1936-1949)
- José Maria Couceiro Seoane (1949-1954)
- Jesús Naviera Sánchez (1955-1968)
- Daniel Suarez Varela (1968-1975)
- José Ferreiro Pardiñas (a partir de 1975)